# Le Hinglé
Le Hinglé é uma comuna francesa na região administrativa da Bretanha, no departamento Côtes-d'Armor. Estende-se por uma área de 3,37 km². Em 2010 a comuna tinha 936 habitantes (densidade: 277,7 hab./km²).